# Marilyn Waring
Marilyn Waring (født 7. oktober 1952 i Ngaruawahia) er en newzealandsk politiker, feminist, aktivist for kvinders menneskerettigheder og miljøspørgsmål, forfatter og akademiker, kendt for sit bidrag til feministisk økonomi.
I 1989 fik Waring en D.Phil. i politisk økonomi fra University of Waikato med et speciale om FN's nationalregnskabssystem.
Hun blev valgt til New Zealands parlament i 1975 for New Zealand National Party. Hendes bog Hvis kvinder talte med (If Women Counted) fra 1988 betragtes som en klassiker i feministisk økonomi.